# 脱走大作戦
『脱走大作戦』（だっそうだいさくせん、原題：The Secret War of Harry Frigg）は、1968年に公開されたアメリカ合衆国の戦争コメディ映画。

## あらすじ
第二次世界大戦中、北アフリカでイタリア軍の捕虜になった連合軍の5人の将軍（准将）は、捕虜収容所代わりのイタリアの大邸宅に収容されたが、全員が同じ階級で脱走計画がまとまらない。5人が遊んでいると勘違いした軍上層部は、軍刑務所脱走常習犯のハリー・フリッグ2等兵を将軍（少将）にしたてて送り込み、5人を脱走させようとするが…。

## キャスト
| 役名                                 | 俳優                   | 日本語吹替                                                                     | 日本語吹替    |
| 役名                                 | 俳優                   | TBS版                                                                          | ？版          |
| ------------------------------------ | ---------------------- | ------------------------------------------------------------------------------ | ------------- |
| ハリー・フリッグ                     | ポール・ニューマン     | 愛川欽也                                                                       | 川合伸旺      |
| フランチェスカ                       | シルヴァ・コシナ       | 沢田敏子                                                                       |               |
| ニュートン・アームストロング准将     | アンドリュー・ダガン   | 塩見竜介                                                                       |               |
| ロスコー・ペニーパッカー准将         | トム・ボズリ           |                                                                                |               |
| フランシス・メイヒュー准将           | ジョン・ウィリアムズ   |                                                                                |               |
| エイドリアン・コックス＝ロバーツ准将 | チャールズ・グレイ     |                                                                                |               |
| エンリコ・フェルッチ伊軍大佐         | ヴィトー・スコッティ   |                                                                                |               |
| アンドレ・ローシャンブー准将         | ジャック・ルー         |                                                                                |               |
| フォン・シュタイニッツ少佐           | ヴェルナー・ペータース |                                                                                |               |
| ホーマー・プレンティス准将           | ジェームズ・グレゴリー |                                                                                |               |
| 不明 その他                          |                        | 吉沢久嘉 細井重之 辻村真人 加茂嘉久 和田啓 石井敏郎 島宇志夫 立壁和也 野本礼三 |               |
|                                      |                        |                                                                                |               |
| 演出                                 | 演出                   | 好川阿津志                                                                     |               |
| 翻訳                                 | 翻訳                   | 進藤光太                                                                       |               |
| 効果                                 | 効果                   | PAG                                                                            |               |
| 調整                                 | 調整                   | 栗林秀年                                                                       |               |
| 制作                                 | 制作                   | グロービジョン                                                                 |               |
| 解説                                 | 解説                   | 荻昌弘                                                                         |               |
| 初回放送                             | 初回放送               | 1973年7月9日 『月曜ロードショー』                                              | 1978年12月2日 |